# Mahbubey Alam
Mahbubey Alam (17 février 1949 - 27 septembre 2020) est un homme politique bangladais, avocat principal désigné, et procureur général du Bangladesh. Il a été nommé procureur général le 13 janvier 2009. Il était avocat principal à la Cour suprême du Bangladesh. Il avait auparavant occupé le poste de procureur général supplémentaire du 15 novembre 1998 au 4 octobre 2001.

## Biographie
Alam est né dans le village de Mouchhamandra à Lohajang dans le Munshiganj le 17 février 1949. Il a étudié à l'université de Dacca, où il a obtenu une licence en sciences politiques (1968), une maîtrise en administration publique (1969) et un diplôme de droit (1972). Il a également obtenu des diplômes en droit constitutionnel et en institutions et procédures parlementaires en 1979 à l'Institute of Constitutional and Parliamentary Studies (ICPS) de New Delhi.
Il a commencé sa carrière juridique à la division de la Haute Cour de la Cour suprême du Bangladesh en janvier 1975 et est devenu avocat à la Division d'appel de la Cour suprême du Bangladesh en 1980. Il a été le président du Conseil du barreau du Bangladesh du 13 janvier 2009 au 30 juin 2018. Il a été procureur général adjoint du Bangladesh du 15 novembre 1998 au 4 octobre 2001. Il a été procureur général du Bangladesh du 13 janvier 2009 jusqu'à son décès en 2020,.
Il a dirigé l'État dans de multiples affaires de crimes de guerre en 1971, notamment celles contre Abdul Quader Molla, Delwar Hossain Sayedee, Muhammad Kamaruzzaman, Ali Ahsan Muhammad Mujahid, Salahuddin Quader Chowdhury et Motiur Rahman Nizami.

## Mort
Mahbubey Alam a été admis à l'hôpital militaire combiné le 4 septembre 2020 après avoir été diagnostiqué avec le COVID-19 pendant la pandémie de COVID-19 au Bangladesh et est décédé le 27 septembre,. Une prière funéraire a été organisé à la Cour suprême le 28 septembre, et Alam a été enterré au cimetière des intellectuels martyrs de Mirpur. Il laisse derrière lui sa femme, son fils journaliste Sumon Mahbub et sa fille avocate Shishir Kona.